# 리아 (방송인)
리아 톰슨(영어: Leah Thomson, 1994년 5월 29일~)은 간단히 리아(Leah)로 잘 알려진 대한민국과 미국 혼혈인 출신의 방송인이다.

## 주요 이력
그녀의 한국어 이름은 김리아이다. 부모로는 주한미군(예비역 미국 육군 중사 출신)이었던 미국인 아버지와 한국인 어머니를 두었다. 7살까지 미국에서 부모님과 함께 자라다가 홀로 대한민국에서 외할머니와 같이 살았다. 초등학교 때 다시 미국으로 갔다가, 중학교와 고등학교(서울미국인고등학교)는 대한민국에서 나왔다. 대한민국 국적과 미국 시민권이라는 이중국적이다.
그녀는 2006년 1월, 퀴니 그랜드 체이스 미국 버전 CF 광고 모델 첫 데뷔하였다.
또한 2021년 7월 9일에 발매된 방탄소년단의 노래인 Permission to Dance에 여자 종업원 단역으로 출연했다.

## 학력
- 서울미국인고등학교 졸업

## 출연작

### 영화
- 2010년 히어로

### 방송
- 퀴니 - 그랜드 체이스
- 온스타일 - 매력TV
- KBS - 스타 골든벨
- KBS - TV 유치원
- KBS - 연예가 중계
- tvN - SNL 코리아 (시즌 6)
- tvN - 더 지니어스: 그랜드 파이널
- SBS - 백종원의 3대 천왕

## 광고
- 삼성 갤럭시 S21 (2021)
- 싼타페 하이브리드 (2021)